# Manuel Asur
Manuel Asur González García (Güeria Carrocera, Samartín del Rei Aurelio, Asturias, 1947) poeta espanhol em asturiano e castelhano. Manuel Asur é doutor em Filosofia. Ensaísta. Articulista do jornal regional "La Nueva España", de Asturias. Trabalha na Consejería de Medio Rural y Pesca del Principado de Asturias, Espanha.
- Cancios y poemes pa un riscar (1977)
- Camín del cumal fonderu (1978)
- Vívese d'oyíes: Poemes bilingües (1979)
- Congoxa que ye amor (1982)
- Destruición del poeta (1984)
- Hai una llinia trazada (1987)
- Poesía 1976-1996 (1996).
- Orbayos (2002)
- El libro de las visitas (2003). Em espanhol.
- Lo que dice la caracola (2007). Em espanhol.